# Lisbet Arredondo
Lisbet Arredondo Reyes (22 novembre 1987) è una pallavolista cubana.
Gioca nel ruolo di schiacciatrice nel Logroño.

## Carriera
La carriera di Lisbet Arredondo inizia nei tornei amatoriali cubani, giocando con la formazione provinciale di Villa Clara; nel 2006 fa il suo debutto nella nazionale cubana, partecipando ai XX Giochi centramericani e caraibici, dove si aggiudica la medaglia d'oro; veste la maglia della nazionale fino al 2010, centrando una medaglia di bronzo al campionato nordamericano 2009.
Dopo oltre due anni di inattività, nella stagione 2013-14 approda nella Nacional'naja liga kazaka, vestendo la maglia del Volejbol Kluby Šygys di Öskemen, cambiando ruolo da libero a schiacciatrice. Dopo aver iniziato in Turchia la stagione seguente con lo Yeşilyurt, in Voleybol 1. Ligi, dal 2015 è invece in Indonesia, dove difende i colori del Gresik Petrokimia Volleyball Club.
Approda nella Lentopallon Mestaruusliiga finlandese per il campionato 2015-16, vestendo la maglia dello Hämeenlinnan Pallokerho Naiset, mentre nel campionato seguente gioca in Spagna, partecipando alla Superliga Femenina de Voleibol col Logroño.

## Palmarès

### Nazionale (competizioni minori)
- Giochi centramericani e caraibici 2006
- Montreux Volley Masters 2007
- Montreux Volley Masters 2008
- Montreux Volley Masters 2010